# Индепенденсия (станция метро, Линия C)
«Индепенденсия» (исп. Independencia) — станция Линии C метрополитена Буэнос-Айреса. Со станции можно сделать пересадку на одноимённую станцию на линии Линии E.
Станция находится в районе Конститусьон, поблизости от пересечения улиц Авенида Нуэве-де-Хулио и Авенида Индепенденсия, от последней станция метро и получила своё наименование. Станция Индепенденсия была открыта 9 ноября 1934 года. В 1997 году станция была включена в число Национальных исторических памятников.
Станция украшена 2 керамическими панно размером 16,3 х 1,8 метров, выполненными по эскизам 1934 года художников Мартина С. Ноэля и Мануэля Эскасани и изготовленными в Севилье. На одном панно изображены испанские Гранада, Кордова, Ронда, мыс Палос и Уэльва, на втором — город Севилья.

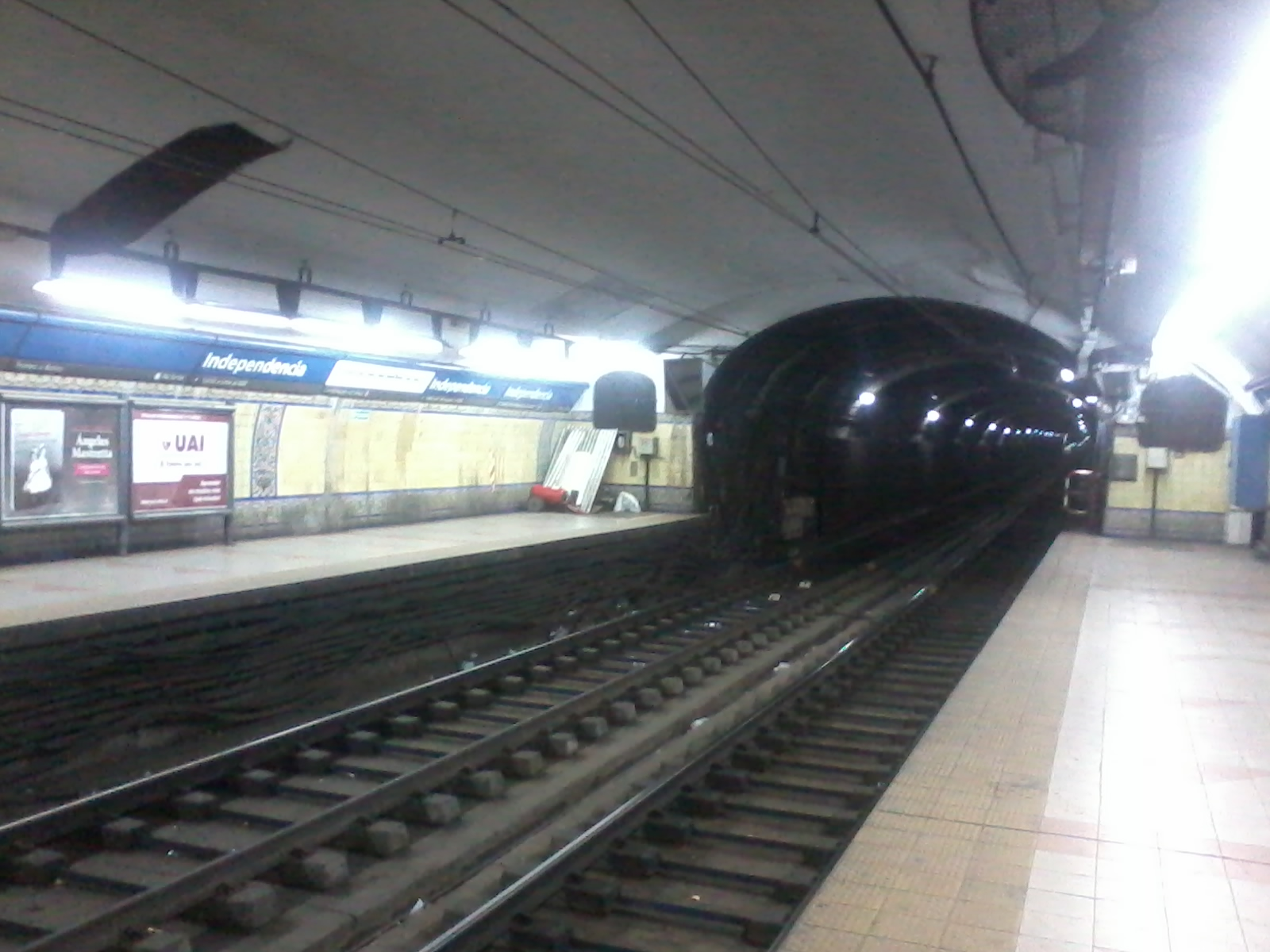
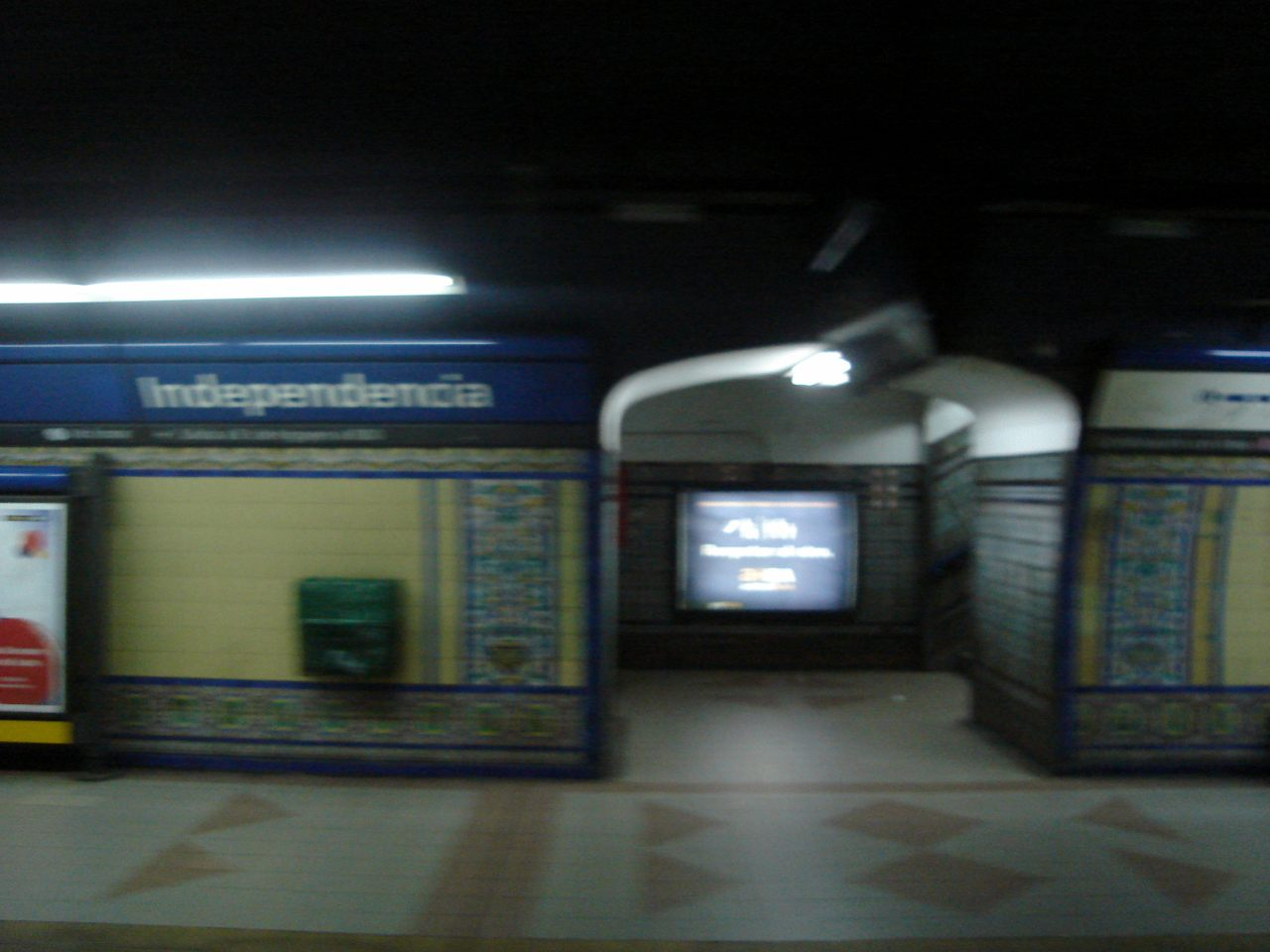